# Pangrapta albipuncta
Pangrapta albipuncta là một loài bướm đêm trong họ Erebidae.